# Totana
Totana település Spanyolországban, Murciában. Totana Alhama de Murcia, Aledo, Lorca, Mula és Mazarrón községekkel határos. Lakosainak száma 33 663 fő (2024).

## Népesség
A település népessége az elmúlt években az alábbi módon változott:
| Lakosok száma | 23 756 | 26 435 | 28 742 | 29 211 | 30 549 | 30 669 | 31 394 | 32 008 | 32 329 | 33 663 |
|               | 2001   | 2004   | 2007   | 2009   | 2012   | 2014   | 2017   | 2019   | 2022   | 2024   |